# Guatemaltekischer Quetzal

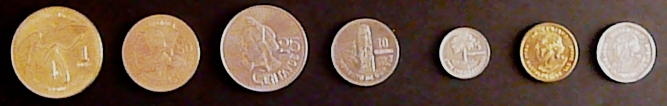
Quetzal-Münzen

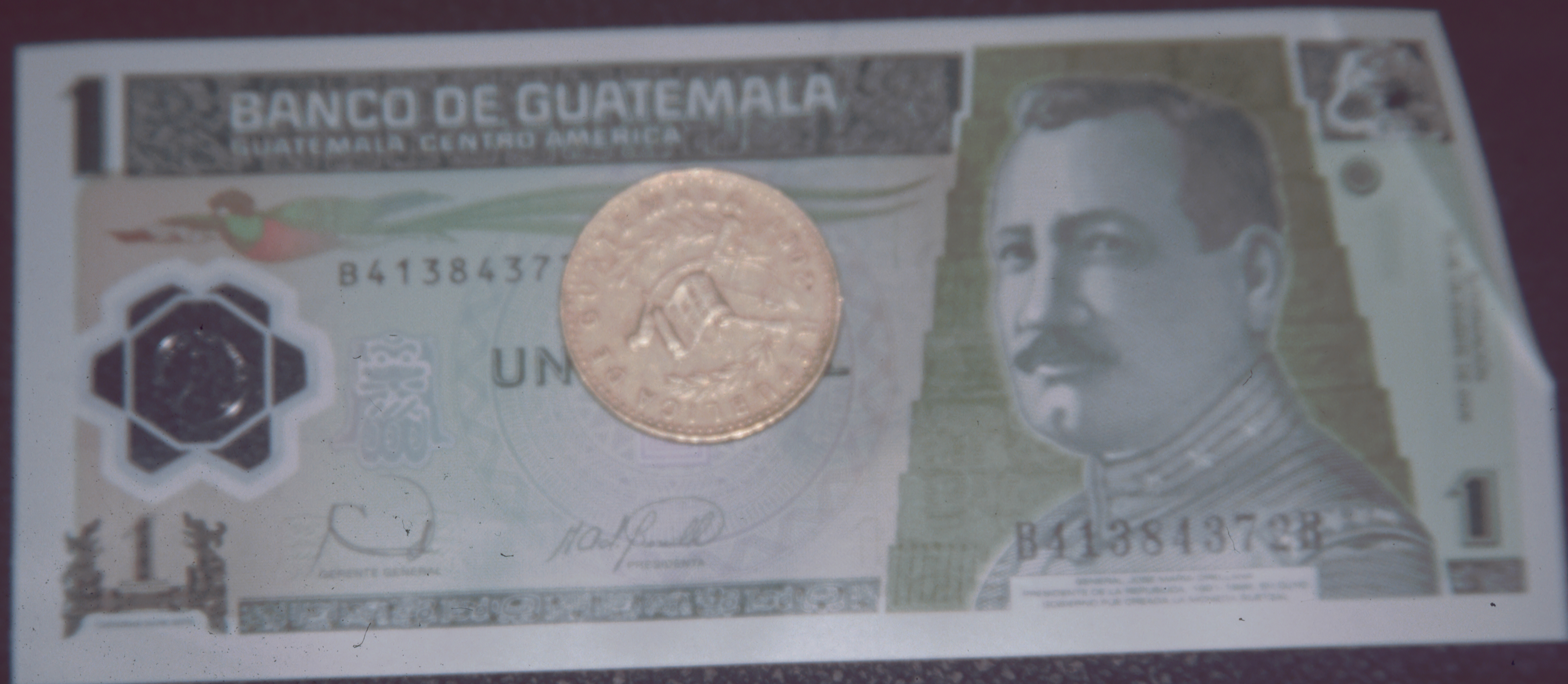
1 Quetzal – Münze und Banknote

Der Quetzal ist die Währung von Guatemala. Der Quetzal wird in hundert Centavos unterteilt. 
Der Name leitet sich vom Nationalvogel Quetzal ab.

## Geschichte
Er wurde am 26. November 1924 durch Dekret Nr. 879 von Präsident José María Orellana beschlossen und 1925 eingeführt. Er ersetzte den guatemaltekischen Peso im Verhältnis 1:60.
Der Quetzal gehört zu den ältesten Währungen der Welt, die keine Währungsreversion durchlaufen haben. Er ist eine der wenigen Währungen Lateinamerikas, die ihre Kaufkraft im Laufe der Zeit behalten hat, ohne eine Phase der Hyperinflation durchgemacht zu haben. Bemerkenswert ist, dass die Münze seit ihrer Einführung zehn Cent über dem Wert des US-Dollars lag. Bis 1987 wurde der Quetzal 1:1 an den Dollar gekoppelt. Nach Ende der Kopplung verlor er an Wert und erreichte bis Anfang der 2000er-Jahre bis Q8,30 pro Dollar. Er erholte sich jedoch innerhalb weniger Monate und blieb seitdem stabil bei etwa Q7,50 pro US-Dollar.

## Noten und Münzen
Bargeld gibt es als
- Münzen zu 1, 5, 10, 25, 50 Centavos, 1 Quetzal
- Banknoten zu 1, 5, 10, 20, 50, 100 und 200 Quetzales.

Nachdem die Stückelungen zu 0,50 und 1 Quetzal für einige Jahre nur noch als Münzen herausgegeben wurden, setzt die Zentralbank seit 2007 wieder 1-Quetzal-Scheine in den Umlauf (mit unverändertem Design, jedoch aus Polymer statt Papier). Die 200-Quetzales-Note wurde 2010 eingeführt.